# Carea purpurea
Carea purpurea är en fjärilsart som beskrevs av George Francis Hampson. Carea purpurea ingår i släktet Carea och familjen trågspinnare. Inga underarter finns listade i Catalogue of Life.